# Beccar
Beccar je město v Argentině. Nachází se v okrese Partido de San Isidro v provincii Buenos Aires, v metropolitní oblasti a aglomeraci Gran Buenos Aires, severozápadně od vlastního Buenos Aires a na jihozápadním pobřeží estuáru Río de la Plata. V roce 2001 zde žilo 58 811 obyvatel. Jedná se o rezidenční oblast, část je zastavěná výškovými budovami, nachází se tu taky slum Villa La Cava. Beccar na severu sousedí s okresem Partido de San Fernando, na západě s Boulogne Sur Mer a na jihu se San Isidrem.
V oblasti se dříve nacházely letní rezidence významných buenosaireských rodin. Byly tu také mlýny, cihelna a další průmyslové objekty. Rozmach výstavby začal počátkem 20. století. V roce 1913 zde byla na železniční trati otevřena zastávka Beccar, pojmenovaná podle Cosma Beccara, vojáka a politika ze San Isidra, podle níž získala oblast své jméno; dříve byla označována jako Tábor 8 (Cuartel 8º) nebo Punta Chica. V roce 1997 se Beccar stal městem.

## Galerie

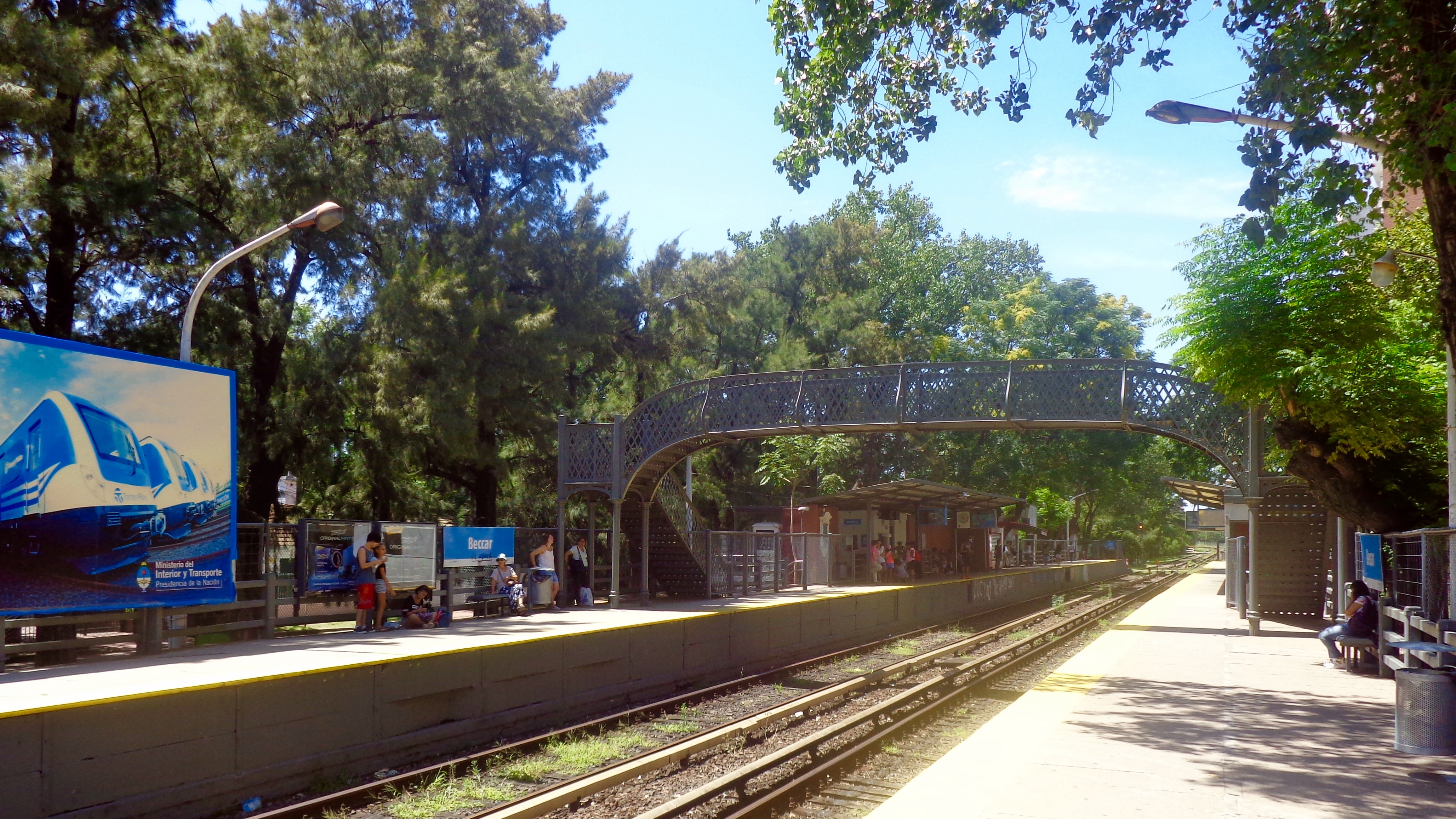
Železniční stanice Beccar